# Borovčice
Borovčice (nemško Bärndorf) je naselje v Občini Možberk v Okraju Celovec-dežela na Koroškem v Avstriji.